# Bruno Rezende
Bruno Mossa de Rezende, genannt Bruninho (* 2. Juli 1986 in Rio de Janeiro) ist ein brasilianischer Volleyballspieler. Er wurde 2010 Weltmeister und 2016 Olympiasieger.

## Karriere

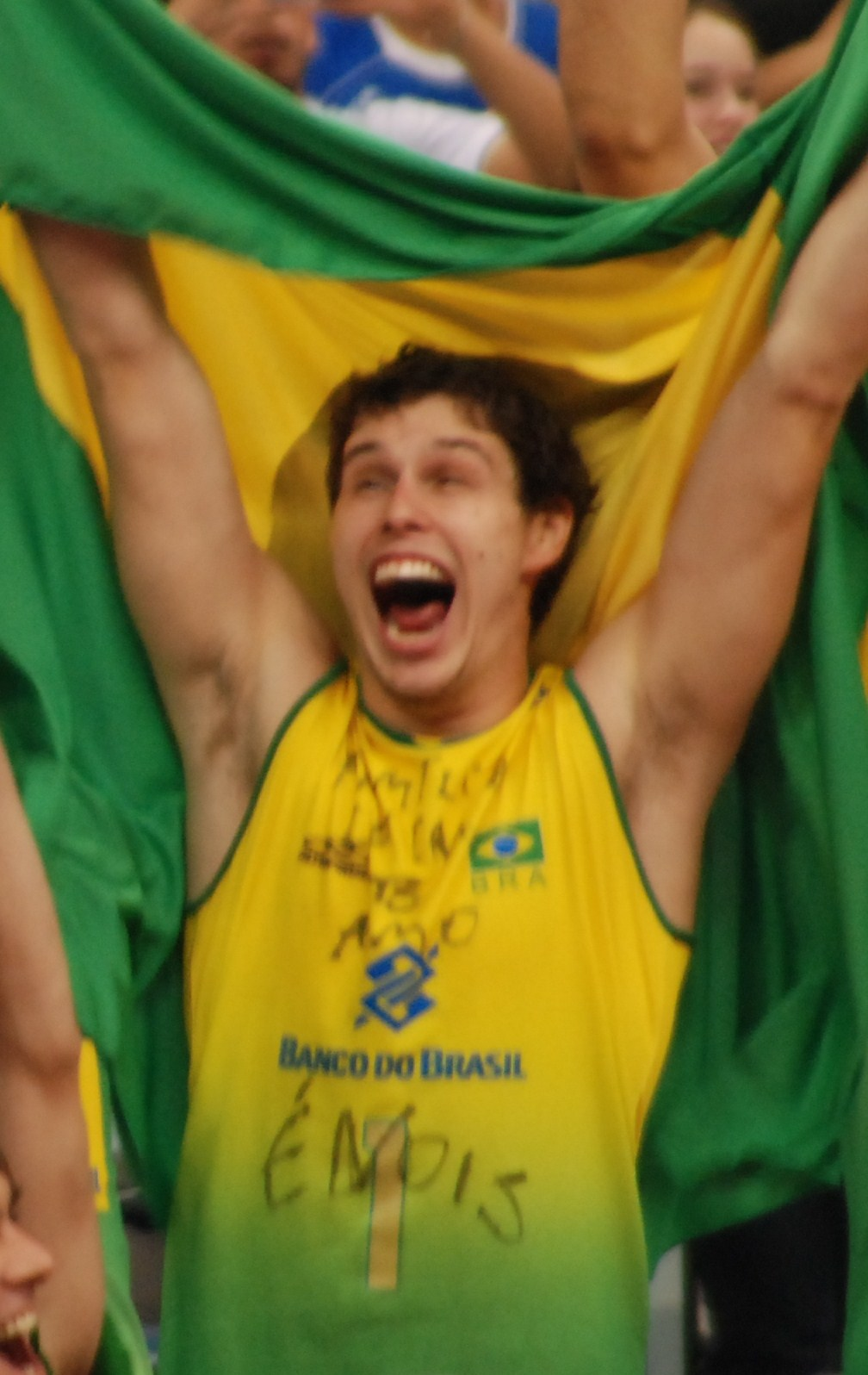
2009 bei der Nationalmannschaft

Bruno Rezende ist der Sohn zweier Olympiateilnehmer. Sein Vater Bernardo Rezende gewann 1984 in Los Angeles Silber und war jahrelang Trainer der brasilianischen Nationalmannschaft; seine Mutter Vera Mossa nahm 1980, 1984 und 1988 am olympischen Turnier teil. Seine eigene Karriere begann 1998 im Nachwuchs von Rio Fluminense. 2002 wechselte der Zuspieler zu Unisul Florianopolis. 2005 wurde er mit den brasilianischen Junioren Vizeweltmeister. Anschließend spielte er für Cimed Florianópolis. Mit dem neuen Verein gewann er 2006 die brasilianische Meisterschaft. Im gleichen Jahr debütierte er in der A-Nationalmannschaft, die die Weltliga gewann. 2007 gelang die Titelverteidigung in der Weltliga. Außerdem siegten die Brasilianer vor heimischen Publikum bei den Panamerikanischen Spielen und entschieden den World Cup für sich. 2008 nahm Rezende nach dem erneuten Titelgewinn in der Liga am olympischen Turnier in Peking teil; dabei unterlagen die Brasilianer erst im Finale gegen die USA. 2009 und 2010 gewann Brasilien mit Rezende zwei weitere Titel in der Weltliga. Am 1. April 2011 wechselte der Zuspieler während der Saison zum italienischen Erstligisten Pallavolo Modena. Bei den Olympischen Spielen 2012 in London gewann er mit Brasilien erneut die Silbermedaille. Anschließend spielte Rezende mehrfach in Italien und mehrfach in Brasilien und gewann zahlreiche nationale Titel. Bei den Olympischen Spielen 2016 in Rio de Janeiro wurde er mit Brasilien Olympiasieger. 2019 wurde er mit Lube Civitanova Champions-League-Sieger und Klubweltmeister.
Während der Eröffnungsfeier war er gemeinsam mit der Judoka Ketleyn Quadros der Fahnenträger seiner Nation.